# زینب پاشا

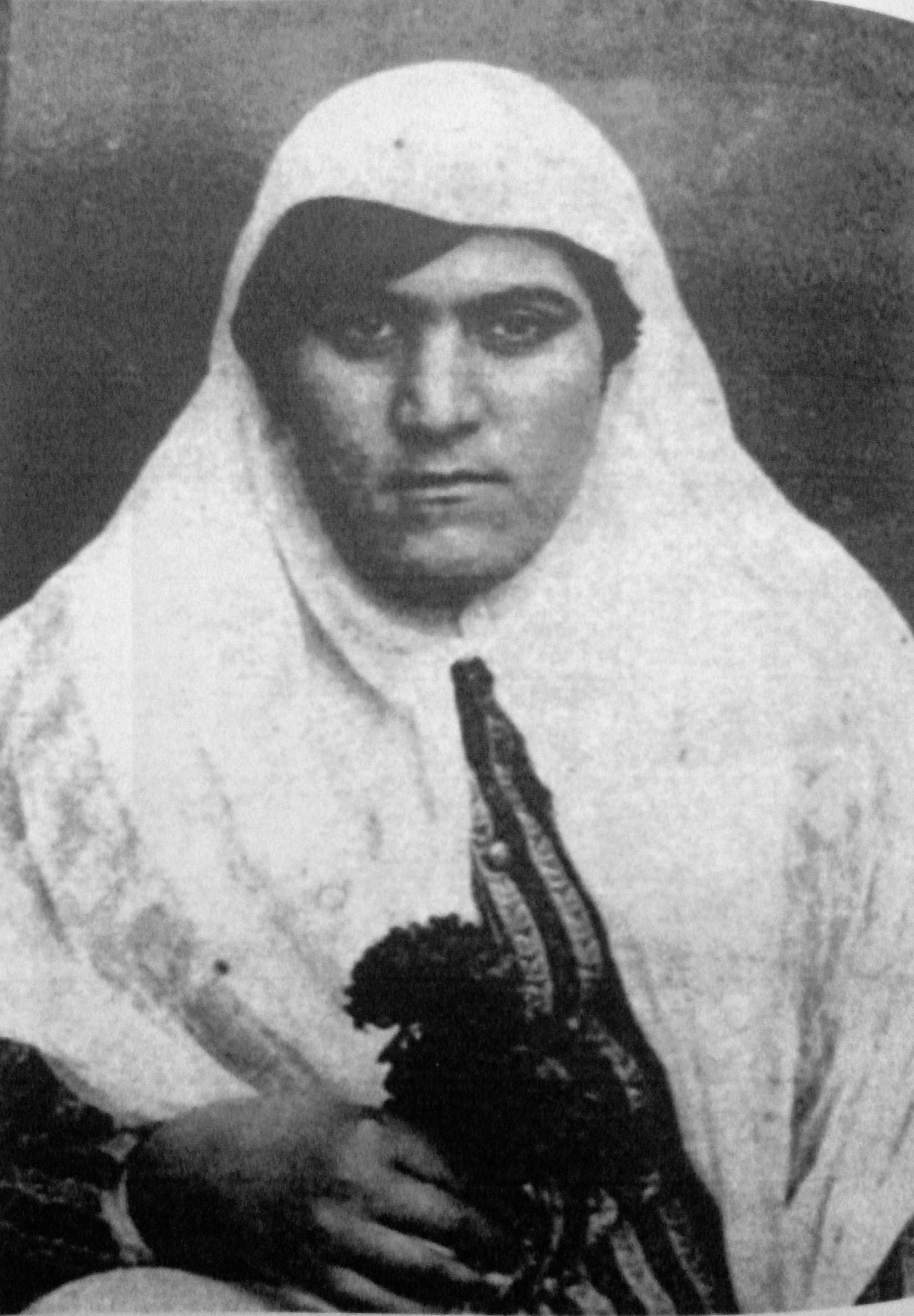
زینب پاشا

زینب پاشا از جمله زنان مبارز تبریزی است که در مبارزات نهضت تنباکو فعال بوده‌است. او با شرکت کردن در نهضت تحریم توتون و تنباکو  و در گشودن انبارهای محتکران تبریز در زمان قحطی نان پیشگام بوده‌است.

## مقدمه
زینب معروف به «بی‌بی شاه زینب»، «زینب باجی» و «ده‌باشی زینب»، در محلهٔ عموزین الدین، یکی از محله‌های قدیمی تبریز در یک خانواده کشاورز به دنیا آمده‌است. پدرش شیخ سلیمان، کشاورزی بود که مانند دیگر کشاورزان به سختی روزگار می‌گذرانیده‌است.
زینب پاشا زنی تنومند و قوی هیکل بود که دو گوشه چادر خود را به کمر می‌بست. در آن زمان که در تبریز بیشتر خانم‌ها روبندی به صورت خود می‌زدند؛ این خانم با صورت باز و بدون روبند؛ رفت‌وآمد می‌کرده‌است. قبل از مشروطیت و در دوران استبداد؛ چون در ایران نظم و امنیتی وجود نداشت، محتکران در تابستان غله سالانه مردم را به قیمت ارزان خریده و در انبارها نگه می‌داشتند و در فصل زمستان قحطی مصنوعی، به وجود آورده و کالای احتکار شده خود را به چندین برابر قیمت، به مردم فقیر می‌فروختند. تقریباً در سال ۱۳۱۳ هجری قمری و در دوره سلطنت ناصرالدین شاه این قحطی مصنوعی، به اوج خود رسیده بود و افراد فقیر شهر در تنگنای بزرگی گرفتار شده بودند، تا جایی که قیمت یک من نان از ۱۲ شاهی به ۱۵ شاهی ترقی کرده بود. در چنین شرایط سخت اجتماعی، «زینب پاشا» چماق خود را که پوشیده از میخ و فلز بود، به دست گرفته و عده‌ای از زنان را به دور خود جمع کرده و علیه محتکران با سلاح سرد خود قیام نمود. زینب پاشا غیر از بستن بازار و حمله به مقر حکومت و سنگ‌باران کردن آن، عده‌ای از بقال‌های محتکر و نانوایان گران‌فروش را نیز به زیر چماق خود انداخته بود.

## علل قیام زینب پاشا
او تقریباً یک قرن و اندی پیش، برای اولین بار در تاریخ ایران با چهل نفر از زنان تبریز علیه ستم پیشگان که نظام فئودالی و دیدگاه‌های سنتی بر زنان تحمیل کرده بود، به جنگ مسلحانه و پارتیزانی دست می‌زند. یکی از عوامل مهم جنبش زنان تبریز به رهبری زینب، ستمگری بیش از حد برخی شاهزادگان و حکام دوره قاجار در آذربایجان بود.
در عرصه اجتماعی و سیاسی این دوره همچنین مشکلات و مسایل مهمی مانند «بحران نان» و «امتیاز تنباکو» نیز مطرح گردید که این دو عامل نیز از جمله مهم‌ترین عواملی بود که جنبش زنان تبریز به رهبری زینب پاشا را موجب گردید. یکی از بزرگ‌ترین معضلات اقتصادی- اجتماعی دوره قاجار مشکل کمبود و گرانی نان بود که زنان برای مواجهه با این معضل به پا خاستند.
از جمله کارهای معروف «زینب پاشا» و یاران وی نیز حمله به انبارهای احتکار غله و تقسیم آن بین فقرا و گرسنگان در شهر تبریز بوده‌است. از یاران نزدیک «زینب پاشا» می‌توان به «یوز باشی خاور»، «نایب کلثوم»، «آتلی شاه به ییم»، «فاطمه نساء»، «سلطان بیگم»، «جانی بیگم»، «خیر النسا» و «ماه بیگم» اشاره کرد.

## نهضت تنباکو
زینب پاشا پس از واقعه تنباکو شهرت پیدا کرد. موقعی که ناصرالدین شاه امتیاز توتون را به انگلیس‌ها داده بود اما مردم آذربایجان، تصمیم به توقف این جریان داشتند. در آن ایام جواد مجتهد تبریزی، روحانی سیاسی مریدان خود را به بازار اعزام و مردم را دعوت کرده بود که دکان خود را ببندند و مردم هم اطاعت کرده بودند. حکومت پس از چند روز مردم و بازاریان را تهدید و ترسانده و عرصه را به آنان تنگ نموده بود. در چنین روزگاری ناگهان زنان مسلح و با چادر نمازی که گوشه‌های آن را به کمر بسته بودند در بازار تبریز ظاهر شده دست به اسلحه برده و بازار را مجدداً بستند. پس از این واقعه هر زمان که ظلم و ستم حکومت از حد می‌گذشت، دستهٔ زن‌ها به سرپرستی زینب پاشا وارد عمل شده و پس از آن از نظرها پنهان می‌شدند و کسی هم به هویت آنان پی نمی‌برد.
سرانجام در اثر مخالفت شدید مردم، ناصرالدین شاه، مجبور به عقب‌نشینی شده و امتیاز تنباکو را لغو می‌کند، اما مبارزه زنان تبریز و زینب پاشا کماکان بدون وقفه ادامه می‌یابد. زینب هر از گاهی به همراه دیگر زنان رزمجو در کوچه و بازار و محل ازدحام مردم ناگهان ظاهر شده و مردان را به مبارزه و کندن ریشه ظلم تشجیع و تشویق می‌کرد. او در جایی می‌گوید: «اگر شما مردان جرئت ندارید جزای ستم پیشگان را کف دستشان بگذارید، اگر می‌ترسید که دست دزدان و غارتگران را از مال و ناموس و وطن خود کوتاه کنید، چادر ما زنان را سرتان کنید و در کنج خانه بنشینید و دم از مردی و مردانگی نزنید، ما جای شما با ستمکاران می‌جنگیم» سپس زینب روسری خود را به سمت مردان پرتاب کرده و در میان بهت و حیرت حاضران از دیده‌ها ناپدید شد.

## بحران نان در تبریز
گرانی نان، از جمله مهم‌ترین و حیاتی‌ترین مشکلات اقتصادی مردم در دوره قاجاریه بود، تا جایی که منابع تاریخی قاجار؛ به ویژه از دوران ناصری تا اواخر حکومت این سلسله، مملو از اعتراض مردم به کمبود و گرانی نان است. قحطی و خشک‌سالی، آزمندی و طماعی دولت‌مردان و متمولان، مهم‌ترین عامل کمبود نان بود زیرا آن‌ها در فصل خرمن، غلات را به قیمت نازلی از روستاییان خریداری و در انبارها احتکار می‌کردند تا در فصل زمستان، با اتمام ذخایر آرد مردم، آن را به بهای گزاف به فروش برسانند. با این اقدام بیشتر اوقات، ضمن تشکیل صف‌های طویل، در جلو نانوایی‌ها، نان، همواره به سختی و به قیمت گران به دست مردم می‌رسید. زنان اغلب در اعتراض به وضع بحرانی نان پیش قدم بودند. نمونه‌ای از این عملیات «زینب پاشا» و یارانش در قحطی اواخر دوره ناصرالدین شاه دیده شد که این قحطی در اثر احتکار گندم به وجود آمده بود؛ محتکرین، مجتهد تبریز، مباشرین، ولیعهد و حاکم تبریز بودند. زنان تصمیم به تظاهرات گرفتند. در حدود سه هزار زن چوب به دست، در بازارها به راه افتادند و کسبه را به بستن دکان و پیوستن به راهپیمایان مجبور کردند. حکومت، قشون مراغه را خبر کرد، دستور تیراندازی داده شد. در دم پنج زن و یک سید کشته شدند. در این‌جا روحانیت معترض هم علیه مجتهد بزرگ به زنان پیوست، و در کنسولگری روس تحصن کردند و سه یار از فرار ملائی که می‌خواست صحنه را ترک کند ممانعت کردند و با او به خشونت تمام رفتار نمودند. فردای همان روز تظاهرات را از سر گرفتند. این بار نیز سه زن کشته و تعدادی زخمی شدند. شعار نان تبدیل به شعار سیاسی و علیه سلطنت قاجارها شد. حکومت هراسید و بار دیگر عقب‌نشینی کرد.

## مصادره انبار میرزا عبدالرحیم قائم مقام
یکی دیگر از کارهای مهم «زینب پاشا» و یارانش، مصادره انبار میرزا عبدالرحیم قائم مقام پیشکار وقت آذربایجان بوده‌است. چون تخت حکومت در تبریز خالی شده بود، قائم مقام را به عنوان والی انتخاب کردند. خودش چنین میلی نداشت ولی شانس و اقبالش وی را حکمران نمود. پس از والی شدن او، در شهر قحطی و گرانی به وجود آمد و شهر شلوغ شد. در این وضعیت نابسامان چون از مردان حرکتی دیده نشد، لذا زنان همت کرده و وارد میدان کارزار شدند. یاران زینب پاشا معتقد بودند که تا کی باید صبر کرد و از صبح تا شب جان کند، در این بین «ده باشی زینب» به بیوه زنان خبر داد که مسلح شوند و به بازار «دلاله زن» هجوم ببرند و ببینند که آیا وی می‌تواند «راسته بازار» را به تعطیلی بکشاند یا نه. زینب فرمان داد و زنان چماق‌هایشان را آماده کردند و بازاریان از ترس، سراسر بازار را تعطیل کردند و همگی فرار کردند. چون زنان «راسته بازار» را بستند، به سوی پل قاری در نزدیکی خانهٔ قائم مقام حرکت نمودند و چون فریاد و صداهای آنان به گوش «قائم مقام» رسید، وی که بسیار ترسیده بود و از تاراج خانه‌اش نگران بود، به اوباشان و مزدوران خود دستور داد تا به سوی جمعیت شلیک کنند. آن مزدوران هر کدام اسلحه‌ای برداشته و به بالای بام رفتند و مردم را به گلوله بستند. قتل و عام خونینی رخ داد و معترضین زیادی کشته شدند. در این موقع به ولیعهد مظفرالدین میرزا خبر دادند که مردم خانه «قائم مقام» را مورد حمله قرار داده و زیر و زبر کرده‌اند و از گلوله و کشته شدن نیز ترسی ندارند؛ ولیعهد پیامی به مردم فرستاد که امروز را صبر و حوصله کنند تا خود فردا چاره کار را بیابم؛ و نرخ‌ها را دوباره عادلانه سازم. اما «زینب ده باشی» به این حرف‌ها گوش نداده و به جمعیت اعلان کرد که دوباره به پا خیزند و نشان بدهند که بر سر قول و قرار خود هستند.

## حمله به انبار نظام‌العلما
گفته می‌شود که نظام‌العلمای تبریزی از شاه اجازه داشت که غلهٔ خود را هر وقت دلش خواست بفروشد. زینب پس از شناسایی محل انبار، نقشه حمله را آماده می‌کند. و در موقع حمله، زینب پاشا چادر خود را از سر برمی‌دارد و از آن پرچمی می‌سازد و پیشاپیش مردم حرکت می‌کند، خانه و انبار انباشته از گندم نظام‌العلما را گرفته و به مردم گرسنه می‌دهد.

## میراث
آخرین خبرهایی که از زندگی و سرنوشت زینب پاشا در دست است به زمانی بر می‌گردد که او همراه با کاروانی عازم زیارت کربلا می‌شود وی در آن زمان با آن که زنی سالخورده محسوب می‌گردید، اما روحیهٔ مبارزه‌جویانه خود را از دست نداده بود. زینب با عده‌ای زوار به زیارت کربلا می‌رود. در خانقین مأمورین عثمانی که برای تفتیش زوار آمده بودند، سخت‌گیری می‌کنند. زینب پاشا از این رفتار آزرده شده و دست به عصیان می‌زند و دیگران را هم به دنبال خود می‌کشاند؛ به مأمورین حمله می‌کند و آن‌ها ناگزیر به فرار می‌شوند و زوار به سوی کربلا می‌روند. به نوشته اکثر منابع بعد از این واقعه از زینب پاشا دیگر خبری به دست نیامده‌است. به نظر می‌رسد که «زینب پاشا» در این آخرین سفر خود، درگذشته است و پیکرش نیز هیچ‌گاه به شهرش تبریز و زادگاهش «عموزین الدین» منتقل نشده و در کربلا دفن شده‌است.

## شعر مردم برای زینب پاشا
شاعری به نام میرزا فرخ که خود شاهد مبارزات زینب بوده شعری دارد که آن روزها ورد زبان مردم تبریز بوده. او به زبان ترکی سروده بود:
| حکم ایله دی زینب پاشا |  | جمله اناث و فراشا  |
| سیز بازاری باسون داشا |  | دگنگی باغلیوم گلیم |
| پاتاوامی باغلیوم گلیم |  |                    |

ترجمهٔ شعر ترکی به فارسی:
| فرمان بداد زینب پاشا   |  | به شیرزنان و فراشا |
| بازار به سنگ بندید شما |  | من چماقو حاضر کنم  |
| پاتابه را پیچم به پا   |  |                    |

میرزا فرخ از نخستین شاعرانی است که در وصف قهرمانی زینب پاشا سرود. شعر او در مورد حملهٔ زینب پاشا به خانهٔ میرزا عبدالرحیم قائم‌مقام، پیشکار آن دوران آذربایجان بود. شعر او ۲۲ بیت داشت و با این بیتها شروع می‌شد:
قالدی تبریزده چون تخت حکومت خالی
گتیریب ائیله دیلر قائم مقامی‌والی….
در پایان این شعر میرزا فرخ در شعر خود به شجاعت و جسارت زینب پاشا و زنان همراهش که در آن شرایط سخت از رویارویی با نیروهای استبداد نمی‌هراسیدند نیز اشاره دارد و ابیاتی از این شعر می‌گوید که در این روز خود این حقیر، یعنی میرزا فرخ در وحشت از اختناق حاکم از منزل خود خارج نشده‌است.

## تأثیر سخنان زینب پاشا در قیام مردان
زینب پاشا سخنرانی‌های آتشین در کوچه و بازار ایراد می‌کرد و مردان را به قیام فرا می‌خواند.

نمونه‌ای از سخنان زینب پاشا است که گفت: 
«اگر شما مردان جرئت ندارید جزای ستم پیشگان را کف دستشان بگذارید، اگر می‌ترسید که دست دزدان و غارتگران را از مال و ناموس و وطن خود کوتاه کنید، در کنج خانه بنشینید، ما به جای شما با ستمکاران می‌جنگیم.»
این حرکات و سخنان باعث برانگیخته شدن مردان می‌شد؛ و نوشته‌اند که حتی گروه زینب برای انگیختن مردان به اعتراض لچک‌های خود را به سوی مردان پرتاب می‌کردند.